# Jose Sócrates
José Sócrates Carvalho Pinto de Sousa, (1957. szeptember 6., Vilar de Maçada –) portugál politikus, 2005 és 2011 között állt a lisszaboni kormány élén.

## Politikai pályafutása
A 2005-ös választásokat megnyerve lett Portugália miniszterelnöke és pártja 2009-ben ismét megnyerte a választást, így újra kormányt alakíthatott. Második mandátumát azonban nem töltötte ki, 2009 tavaszán azt követően, hogy a parlament leszavazta egy gazdasági megszorításra irányuló javaslatát lemondott posztjáról.

### Korrupciós vád
Leköszönése után a francia fővárosban, Párizsban élt, sajtóhírek szerint fényűző körülmények között. Sócratest 2014 novemberében, korrupció gyanúja miatt a portugál hatóságok őrizetbe vették a lisszaboni repülőtéren, amikor hazaérkezett Párizsból. Kilenc hónapot töltött vizsgálati fogságban, majd 2015-től szabadlábon védekezhetett a vádak ellen.